# Черемшан (Апастовский район)
Черемша́н (тат. Чирмешән) — село в Апастовском районе Республики Татарстан, административный центр Черемшанского сельского поселения.

## Этимология названия
Топоним произошёл от гидронима «Черемшан».

## География
Село расположено на реке Черемшан, в 32 км к западу от посёлка городского типа Апастово.

## История
В окрестностях села выявлены археологические памятники: Черемшанские селища I (маклашеевская культура), II (общебулгарский памятник), III (именьковская культура).
Село известно с 1646 года как Верхние Другие Черемшаны. В дореволюционных источниках упоминается также деревня Другой Черемшан, Второй Черемшан.
В XVIII — 1-й половине XIX веков жители относились к категории государственных крестьян. Занимались земледелием, разведением скота.
В «Списке населенных мест по сведениям 1859 года», изданном в 1866 году, населённый пункт упомянут как казённая деревня Второй Черемшан 2-го стана Тетюшского уезда Казанской губернии. Располагалась при речке Черемшанке, по правую сторону почтового тракта из Казани в Симбирск, в 55 верстах от уездного города Тетюши и в 12 верстах от становой квартиры во владельческом селе Знаменское (Чипчаги). В деревне в 131 дворе жили 809 человек (418 мужчин и 391 женщина). Была мечеть.
В начале XX века здесь функционировали мечеть, медресе (с 1878 года), школа Министерства народного просвещения (с 1888 года), ветряная и 3 водяные мельницы, 3 кузницы, 2 крупообдирки, 2 мануфактурные и 2 мелочные лавки. В этот период земельный надел сельской общины составлял 1723,7 десятины.
С 1930 года село входило в сельхозартель «Алга», с 2011 года – в сельскохозяйственное предприятие «Свияга».
До 1920 года село входило в Больше-Тоябинскую волость Тетюшского уезда Казанской губернии. С 1920 года в составе Тетюшского, с 1927 — Буинского кантонов ТАССР. С 10 августа 1930 года в Кайбицком, с 19 февраля 1944 года в Подберезинском, с 17 мая 1956 года в Кайбицком, с 1 февраля 1963 года в Буинском, с 4 марта 1964 года в Апастовском районах.

## Население
| 1782                   | 1859 | 1897   | 1908   | 1920   | 1926   | 1938   | 1949   | 1958   | 1970   | 1979   | 1989  | 2002  | 2010  | 2015  |
| ---------------------- | ---- | ------ | ------ | ------ | ------ | ------ | ------ | ------ | ------ | ------ | ----- | ----- | ----- | ----- |
| 151 душа мужского пола | 809  | 1349 ↗ | 2116 ↗ | 1646 ↘ | 1547 ↘ | 1557 ↗ | 1154 ↘ | 1018 ↘ | 1078 ↗ | 1025 ↘ | 672 ↘ | 557 ↘ | 470 ↘ | 413 ↘ |

Национальный состав села — татары.

## Экономика
Полеводство, молочное скотоводство; цех по выделке овчин.

## Социальная инфраструктура
Средняя школа, детский сад, дом культуры, библиотека, фельдшерско-акушерский пункт.

## Религиозные объекты
Мечеть.